# Vedmak
Vedmak ist ein Wesen aus der slawischen Mythologie. In der slawischen Mythologie war Vedmak ein Hexenmeister oder eine männliche Hexe, wobei das weibliche Äquivalent Vedma ist, aber im Gegensatz zu letzterem kann der Vedmak auch positive Eigenschaften besitzen.
Es wird angenommen, dass sie mit dem Teufel verbunden sind und Schaden anrichten können, indem sie Krankheiten verbreiten, Vieh töten, eine Ernte verderben usw. Vedmak wurde auch als Beleidigung verwendet. Ein Vedmak kann sich in jedes Tier oder jeden Gegenstand verwandeln.

## Etymologie
Vedmak kommt aus dem Urslawischen Wort *vědět („wissen“) und Altostslawischen вѣдь („Wissen; Hexerei“).

## In anderen Sprachen
Eine richtige deutsche Bezeichnung für Vedmak gibt es nicht, jedoch ist Vedmak die meist verbreitete Form, die in der deutschen Sprache verwendet wird. Der Vedmak kommt in mehreren slawischen Kulturen vor mit verschiedenen Bezeichnungen, die hier aufgelistet werden:
| Sprache      | Bezeichnung | Bezeichnung | Bezeichnung | Bezeichnung | Bezeichnung |
| ------------ | ----------- | ----------- | ----------- | ----------- | ----------- |
| polnisch     | wiedźmak    | wiedźmarz   | wiedźmarz   | wiedźmarz   | wiedźmarz   |
| belarussisch | вядзьмак    | вядзьмар    | ведзьмак    | ведзьмар    | ведзьмар    |
| bulgarisch   | вещер       | вещер       | вещер       | вещер       | вещер       |
| kroatisch    | vještac     | vještac     | vještac     | vještac     | vještac     |
| tschechisch  | vědmák      | vědmák      | vědmák      | vědmák      | vědmák      |
| mazedonisch  | вештер      | вештер      | вештер      | вештер      | вештер      |
| russisch     | ведьмак     | ведьмак     | ведьмак     | ведьмак     | ведьмак     |
| serbisch     | вештац      | вештац      | вештац      | вештац      | вештац      |
| ukrainisch   | Відьма́к     | відьма́р     | відьма́н     | відьма́ч     | відьмун     |

## The Witcher
Unter dem Einfluss der Fantasy-Saga The Witcher von Andrzej Sapkowski wird der Begriff Vedmak im bestimmten Kontext manchmal auch als „Hexer“ bzw. „Witcher“ verwendet. In der polnischen Originalversion der Romane, ist das für „Hexer“ verwendete Wort „wiedźmin“. „Wiedźmin“ ist ein Neologismus, der vom Autor der Bücher, Andrzej Sapkowski, kreiert wurde, aus dem polnischen Wort für Vedmak; wiedźmak.
Das Wort „wiedźmak“ wird in den Büchern nur als abfällige Bezeichnung für Hexer verwendet. „Ведьмак“ ist auch das Wort, das in der russischen ausgabe der Romane verwendet wird.